# Unione Sportiva Pro Vercelli 1996-1997
Questa voce raccoglie le informazioni riguardanti l'Unione Sportiva Pro Vercelli nelle competizioni ufficiali della stagione 1996-1997.

## Stagione
Nella stagione 1996-1997 la Pro Vercelli allenata da Maurizio Codogno disputa il decimo campionato di Serie C2 della sua storia. Nel girone A raccoglie 43 punti che valgono l'undicesimo posto in classifica. Il girone di andata è finito con la Pro Vercelli decima con 21 punti, poi nel corso del girone di ritorno, a metà febbraio la Pro è incappata in due sconfitte consecutive, il tecnico viene rilevato da Dino D'Alessi, che accompagna i piemontesi ad una tranquilla salvezza. Con 14 reti realizzate Fabio Artico è stato il miglior realizzatore dei bianconeri in campionato, ha realizzato una rete anche in Coppa Italia. Nella Coppa Italia di Serie C la Pro Vercelli perde il derby, nel doppio confronto con il Novara, ed esce al primo turno.

## Divise e sponsor
Il fornitore ufficiale di materiale tecnico per la stagione 1996-1997 fu Asics.
| 1ª divisa | 2ª divisa |

## Organigramma societario
Area direttiva
- Presidente: Ezio Rossi
- Vicepresidente: Oreste Cassetta
- Segretaria: Pinuccia Roncarolo

Area tecnica
- Allenatore: Maurizio Codogno, poi dal 24 febbraio 1997 Dino D'Alessi
- Allenatore giovanili: Fabrizio Viassi

## Rosa
| N. |                   | Ruolo | Calciatore           |
| -- | ----------------- | ----- | -------------------- |
|    | Italia (bandiera) | P     | Simone Dellara       |
|    | Italia (bandiera) | P     | Gianfranco Randazzo  |
|    | Italia (bandiera) | P     | Christian Trombini   |
|    | Italia (bandiera) | D     | Alessandro Ardissone |
|    | Italia (bandiera) | D     | Giorgio Bertolone    |
|    | Italia (bandiera) | D     | Roberto Caruso       |
|    | Italia (bandiera) | D     | Davide Cremonesi     |
|    | Italia (bandiera) | D     | Gianpaolo Motta      |
|    | Italia (bandiera) | D     | Fabio Tibaldo        |
|    | Italia (bandiera) | D     | Michele Zeoli        |
|    | Italia (bandiera) | C     | Alessandro Bedin     |
|    | Italia (bandiera) | C     | Flavio Bisesi        |

| N. |                   | Ruolo | Calciatore           |
| -- | ----------------- | ----- | -------------------- |
|    | Italia (bandiera) | C     | Giuseppe Carillo     |
|    | Italia (bandiera) | C     | Claudio Col          |
|    | Italia (bandiera) | C     | Alessandro Freguglia |
|    | Italia (bandiera) | C     | Nicola Ragagnin      |
|    | Italia (bandiera) | C     | Maurizio Testa       |
|    | Italia (bandiera) | C     | Patrizio Veneziano   |
|    | Italia (bandiera) | A     | Fabio Artico         |
|    | Italia (bandiera) | A     | Andrea Fabbrini      |
|    | Italia (bandiera) | A     | Sergio Gabasio       |
|    | Italia (bandiera) | A     | Matteo Righi         |
|    | Italia (bandiera) | A     | Massimo Trombini     |

## Risultati

### Serie C2

#### Girone d'andata
| Arbitro: | Bianco (Mestre) |

|           |           |             |
| Righi 83’ | Marcatori | 89’ Zanardo |

| Sassari 8 settembre 1996 2ª giornata | Torres         | 0 – 0 | Pro Vercelli | Stadio Acquedotto\| Arbitro: \| Pieri (Genova) \| |
| Arbitro:                             | Pieri (Genova) |       |              |                                                   |

| Arbitro: | Ciampi (Pisa) |

|                               |           |  |
| Dato 66’ Bertolone 75’ (aut.) | Marcatori |  |

| Arbitro: | S. Ayroldi (Salerno) |

|           |           |           |
| Righi 26’ | Marcatori | 47’ Guida |

| Arbitro: | Ciulli (Roma) |

|                 |           |                       |
| L. Beghetto 58’ | Marcatori | 43’ (aut.) Riccitelli |

| Arbitro: | Ferone (Terni) |

|        |           |  |
| Col 8’ | Marcatori |  |

| Arbitro: | Ingenito (Nocera Inferiore) |

|                           |           |              |
| Cazzella 30’ Frediani 76’ | Marcatori | 18’ Ragagnin |

| Arbitro: | Semeraro (Taranto) |

|                      |           |                    |
| Righi 45’ Artico 52’ | Marcatori | 73’ (aut.) Tibaldo |

| Arbitro: | Ambrosino (Torre del Greco) |

|        |           |            |
| Col 7’ | Marcatori | 19’ Zirafa |

| Solbiate Arno 10 novembre 1996 10ª giornata | Solbiatese     | 0 – 0 | Pro Vercelli | Stadio Felice Chinetti\| Arbitro: \| Pivi (Legnago) \| |
| Arbitro:                                    | Pivi (Legnago) |       |              |                                                        |

| Arbitro: | Cassarà (Palermo) |

|                   |           |                     |
| Artico 52’ (rig.) | Marcatori | 25’ (rig.) Pierotti |

| Arbitro: | Zenere (Schio) |

|                              |           |                                  |
| R. Gori 38’, 78’, 90’ (rig.) | Marcatori | 28’, 69’ (rig.) Artico 63’ Testa |

| Arbitro: | Palmieri (Cosenza) |

|                        |           |                           |
| Artico 29’, 65’ (rig.) | Marcatori | 56’ (rig.), 83’ Di Nicola |

| Arbitro: | Lombardi (Lanciano) |

|                                 |           |                   |
| Cremonesi 18’ (aut.) Fommei 89’ | Marcatori | 90’ (rig.) Artico |

| Arbitro: | Cavuoti (Vasto) |

|  |           |                           |
|  | Marcatori | 32’ Maffioletti 72’ Salvi |

| Arbitro: | Soffritti (Ferrara) |

|              |           |                             |
| Perlotto 70’ | Marcatori | 15’ Gabasio 43’, 90’ Artico |

| Arbitro: | Silvestrini (Macerata) |

|           |           |  |
| Righi 90’ | Marcatori |  |

#### Girone di ritorno
| Arbitro: | Nicotera (Aprilia) |

|                        |           |  |
| Adamo 4’ Campistri 63’ | Marcatori |  |

| Arbitro: | Cirone (Palermo) |

|                            |           |  |
| Artico 8’ (rig.) Righi 75’ | Marcatori |  |

| Arbitro: | Semeraro (Taranto) |

|                                   |           |                                        |
| Ragagnin 6’ Gabasio 65’ Zeoli 89’ | Marcatori | 12’, 24’ Russo 30’ Gay 90’ Sciaccaluga |

| Arbitro: | Fraracci (Reggio Emilia) |

|             |           |            |
| Toniolo 75’ | Marcatori | 54’ Artico |

| Arbitro: | Pirrone (Messina) |

|              |           |                               |
| Fabbrini 38’ | Marcatori | 43’ Scarpa 87’ (aut.) Tibaldo |

| Arbitro: | Evangelista (Avellino) |

|           |           |  |
| Sanna 72’ | Marcatori |  |

| Vercelli 2 marzo 1997 24ª giornata | Pro Vercelli    | 0 – 0 | Pavia | Stadio Leonida Robbiano\| Arbitro: \| Contini (Forlì) \| |
| Arbitro:                           | Contini (Forlì) |       |       |                                                          |

| Arbitro: | Campofiorito (Chiavari) |

|           |           |         |
| Bolis 21’ | Marcatori | 13’ Col |

| Arbitro: | Buda (Pescara) |

|                                                |           |            |
| Migliorini 21’ Antonello 47’ Bressi 77’ (rig.) | Marcatori | 90’ Artico |

| Arbitro: | Verrucci (Fermo) |

|             |           |  |
| Gabasio 68’ | Marcatori |  |

| Arbitro: | Griselli (Livorno) |

|            |           |  |
| Nativi 46’ | Marcatori |  |

| Arbitro: | Papini (Perugia) |

|                       |           |  |
| Testa 72’ Gabasio 90’ | Marcatori |  |

| Arbitro: | Ferrarini (Parma) |

|               |           |                      |
| Di Nicola 28’ | Marcatori | 43’ Artico 63’ Motta |

| Arbitro: | Bianchi (Prato) |

|             |           |                     |
| Gabasio 87’ | Marcatori | 86’ (rig.) Garofalo |

| Arbitro: | Cecotti (Udine) |

|             |           |  |
| Zamuner 33’ | Marcatori |  |

| Arbitro: | Ortu (Cagliari) |

|                                           |           |           |
| Righi 3’, 22’ Soardo 44’ (aut.) Zeoli 57’ | Marcatori | 2’ Soardo |

| Arbitro: | G. Rossi (Rimini) |

|                      |           |                         |
| Bertolone 77’ (aut.) | Marcatori | 11’ Ragagnin 55’ Artico |

### Coppa Italia di Serie C

#### Primo turno
| Arbitro: | Strazzera (Trapani) |

|  |           |               |
|  | Marcatori | 77’ Silvestro |

| Arbitro: | Rosetti (Torino) |

|             |           |                  |
| Guatteo 17’ | Marcatori | 9’ (rig.) Artico |

## Statistiche

### Statistiche di squadra
| Competizione         | Punti | In casa | In casa | In casa | In casa | In casa | In casa | In trasferta | In trasferta | In trasferta | In trasferta | In trasferta | In trasferta | Totale | Totale | Totale | Totale | Totale | Totale | DR |
| Competizione         | Punti | G       | V       | N       | P       | Gf      | Gs      | G            | V            | N            | P            | Gf           | Gs           | G      | V      | N      | P      | Gf     | Gs     | DR |
| -------------------- | ----- | ------- | ------- | ------- | ------- | ------- | ------- | ------------ | ------------ | ------------ | ------------ | ------------ | ------------ | ------ | ------ | ------ | ------ | ------ | ------ | -- |
| Serie C2             | 43    | 17      | 7       | 7       | 3       | 24      | 17      | 17           | 3            | 6            | 8            | 16           | 23           | 34     | 10     | 13     | 11     | 40     | 40     | 0  |
| Coppa Italia Serie C |       | 1       | 0       | 0       | 1       | 0       | 1       | 1            | 0            | 1            | 0            | 1            | 1            | 2      | 0      | 1      | 1      | 1      | 2      | -1 |
| Totale               | -     | 18      | 7       | 7       | 4       | 24      | 18      | 18           | 3            | 7            | 8            | 17           | 24           | 36     | 10     | 14     | 12     | 41     | 42     | -1 |

### Statistiche dei giocatori[1][4]
| Giocatore    | Serie C2 | Serie C2 | Coppa Italia Serie C | Coppa Italia Serie C | Totale   | Totale |
| Giocatore    | Presenze | Reti     | Presenze             | Reti                 | Presenze | Reti   |
| ------------ | -------- | -------- | -------------------- | -------------------- | -------- | ------ |
| A. Ardissone | 1        | 0        | -                    | -                    | 1        | 0      |
| F. Artico    | 34       | 14       | 2                    | 1                    | 36       | 15     |
| A. Bedin     | 22       | 0        | -                    | -                    | 22       | 0      |
| G. Bertolone | 30       | 0        | 2                    | 0                    | 32       | 0      |
| F. Bisesi    | 1        | 0        | -                    | -                    | 1        | 0      |
| G. Carillo   | 23       | 0        | -                    | -                    | 23       | 0      |
| R. Caruso    | -        | -        | 1                    | 0                    | 1        | 0      |
| C. Col       | 31       | 3        | 2                    | 0                    | 33       | 3      |
| D. Cremonesi | 22       | 0        | 2                    | 0                    | 24       | 0      |
| S. Dellara   | 1        | -1       | -                    | -                    | 1        | -1     |
| A. Fabbrini  | 15       | 1        | 2                    | 0                    | 17       | 1      |
| A. Freguglia | 7        | 0        | 2                    | 0                    | 9        | 0      |
| S. Gabasio   | 26       | 5        | -                    | -                    | 26       | 5      |
| G. Motta     | 31       | 1        | 2                    | 0                    | 33       | 1      |
| N. Ragagnin  | 31       | 3        | 2                    | 0                    | 33       | 3      |
| G. Randazzo  | 20       | -25      | 2                    | -2                   | 22       | -27    |
| M. Righi     | 33       | 7        | -                    | -                    | 33       | 7      |
| M. Testa     | 33       | 2        | -                    | -                    | 33       | 2      |
| F. Tibaldo   | 30       | 0        | 1                    | 0                    | 31       | 0      |
| C. Trombini  | 14       | -14      | -                    | -                    | 14       | -14    |
| M. Trombini  | 6        | 0        | 2                    | 0                    | 8        | 0      |
| P. Veneziano | 5        | 0        | 2                    | 0                    | 7        | 0      |
| M. Zeoli     | 32       | 2        | 2                    | 0                    | 34       | 2      |